# Iri-Hor
Iry-Hor (o Ro ; fl. c. 3170 aC) va ser un faraó predinàstic de l'Alt Egipte durant el segle XXXII aC. Les excavacions a Abidos a les dècades de 1980 i 1990 i el posterior descobriment el 2012 d'una inscripció d'Iry-Hor al Sinaí van confirmar la seva existència. Iry-Hor és el primer governant d'Egipte conegut pel seu nom i de vegades se'l cita com la persona històrica viva més antiga coneguda pel seu nom.

## Nom
El nom d'Iry-Hor està escrit amb el jeroglífic del falcó Horus (signe de Gardiner G5) a sobre d'un jeroglífic de la boca (Gardiner D21). Mentre que la lectura moderna del nom és "Iry-Hor", Flinders Petrie, que va descobrir i excavar la tomba d'Iry-Hor a finals del segle XIX, el va llegir "Ro", que era la lectura habitual del jeroglífic de la boca en aquell moment.
Donat el caràcter arcaic del nom, la traducció va resultar difícil i, a falta d'una alternativa millor, Ludwig D. Morenz va proposar que es conservés la traducció literal, "boca d'Horus".
Durant la dècada del 1990, Werner Kaiser i Günter Dreyer van traduir el nom d'Iry-Hor com a "Company d'Horus".

## Identitat

Nom d'Iry-Hor

### Controvèrsia sobre el seu estatus social
Fins a l'any 2012, el nom d'Iry-Hor no s'havia trobat mai en relació amb un serekh, raó per la qual la identificació d'Iry-Hor com a faraó va ser molt controvertida. Toby Wilkinson va sostenir que Iry-Hor no era un rei, sinó un esclau d'un rei, traduint els signes com a "Propietat del rei". Els egiptòlegs Jürgen von Beckerath i Peter Kaplony també van rebutjar inicialment la identificació d'Iry-Hor com a faraó i van proposar, en canvi, que les inscripcions conegudes es refereixin a una persona privada el nom de la qual s'ha de llegir Wer-Ra, wr-rꜣ (lit. "boca gran"), és a dir, llegint l'ocell a sobre del signe de la boca com el jeroglífic de l'oreneta G36 en lloc del falcó Horus. Van traduir el nom com a "portaveu" o “Cap”. Els egiptòlegs Flinders Petrie, Laurel Bestock i Jochem Kahl  tanmateix, creien que realment era un governant real.
Després de les excavacions a Abidos i el descobriment d'una inscripció d'Iry-Hor al Sinaí l'any 2012, la hipòtesi de Wilkinson és ara rebutjada per la majoria d'egiptòlegs i Iry-Hor és àmpliament acceptat com un faraó predinàstic d'Egipte.

### Resolució
Les excavacions de Dreyer a la necròpolis d'Abidos van revelar que Iry-Hor estava enterrat allà. Està ben documentat, amb més de 27 objectes que porten el seu nom i que la seva tomba tenia proporcions reials. A més, el 2012 es va descobrir una inscripció que esmentava Iry-Hor al Sinaí, que, a més a més, comprenia un serekh arcaic buit a la dreta del nom d'Iry-Hor.  La inscripció esmenta la ciutat de Memfis, fent retrocedir la seva fundació fins abans de Narmer i establint que Iry-Hor ja hi regnava.
Després d'aquest descobriment, la majoria d'egiptòlegs, inclosos G. Dreyer i els descobridors de la inscripció, Pierre Tallet i Damien Laisney, ara creuen que Iry-Hor era realment un faraó. Les excavacions contínues de la tomba d'Iry-Hor a Abidos per part de Dreyer van establir que la tomba tenia dimensions i disposició similars a les de Ka i Narmer i, per tant, havia de pertànyer a un governant. En conseqüència, això va ser acceptat per von Beckerath i Iry-Hor és ara la primera entrada de la darrera edició del Manual dels faraons egipcis de von Beckerath.

## Regnat i testimonis

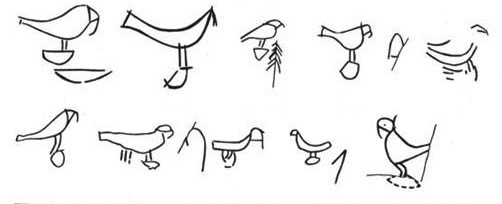
Nom d'Iry-Hor tal com es troba a Abidos

Iry-Hor va ser, probablement, el predecessor immediat de Ka i, per tant, hauria regnat durant principis del segle XXXII aC. Probablement va governar des de Hieracòmpolis sobre Abidos i la regió tinita més àmplia i va controlar Egipte almenys fins al nord de Memfis, ja que la inscripció a la roca del Sinaí relata una visita d'Iry-Hor a aquesta ciutat. Els egiptòlegs Tallet i Damien Laisney proposen a més que Iry-Hor també controlava parts del delta del Nil.

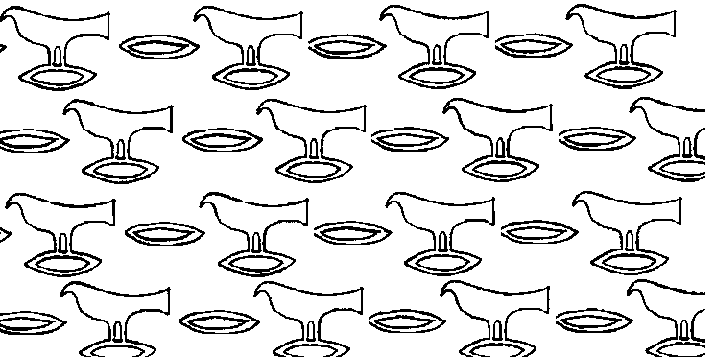
Segell d'argila amb els signes r-Ḥr

Va ser enterrat al cementiri reial d'⁣Umm el-Qa'ab, prop de Ka, Narmer i els reis de la Primera Dinastia. El nom d'Iry-Hor apareix en recipients d'argila de la seva tomba a Abidos i es va trobar un segell d'argila amb els jeroglífics per a r-Ḥr a la tomba de Narmer, que pot referir-se a Iry-Hor. En total, s'han trobat no menys de 22 gerres de ceràmica incises amb el nom d'Iry-Hor a Abidos, així com almenys cinc fragments inscrits en tinta i un segell cilíndric. També es va trobar un segell similar molt al nord, a la tomba Z 401 de Zawyet el'Aryan, al Baix Egipte. Una incisió en una fusa trobada a Hierakònpolis durant les excavacions de James E. Quibell i Petrie el 1900 pot referir-se a ell.
Finalment, el descobriment d'una inscripció rupestre d'Iry-Hor a la península del Sinaí constitueix la resta més septentrional. La inscripció mostra el nom d'Iry-Hor en una barca, al costat de la paraula Inebu-hedj que significa "murs blancs", l'antic nom de Memfis.

## Tomba

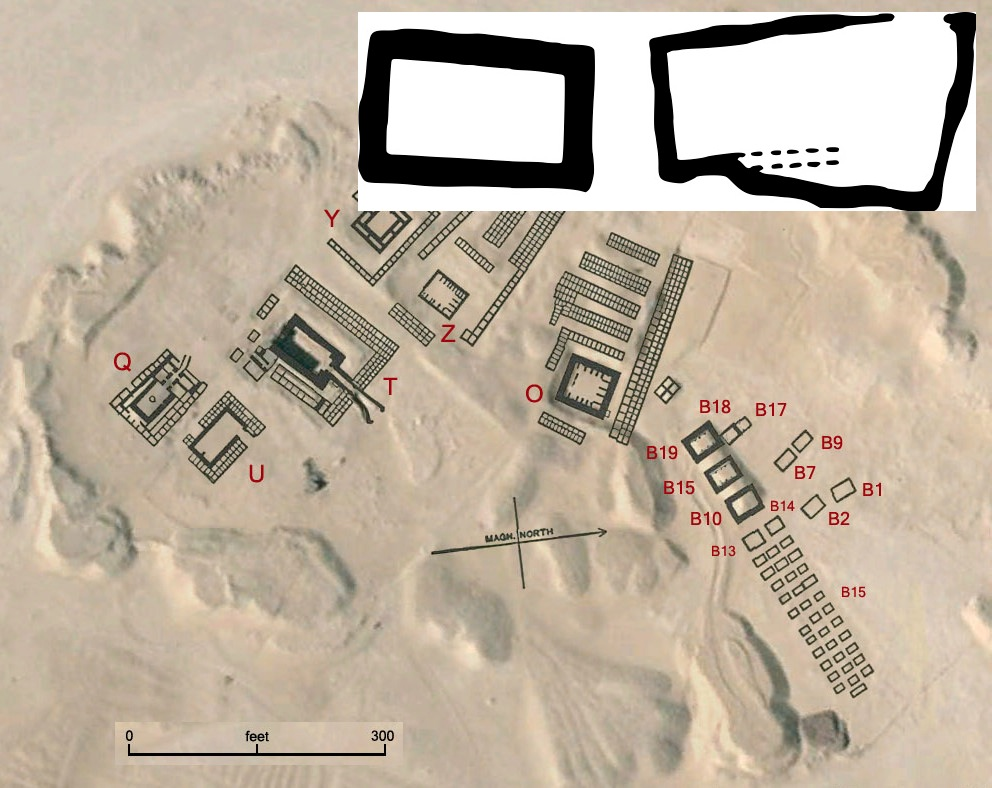
La tomba d'Iry-Hor a Umm el-Qa'ab consta de dues cambres separades, B1 i B2, que es mostren a la imatge inserida. La tomba d'Iry-Hor es troba a prop de les tombes de Ka (B7, B8, B9) i Narmer (B17, B18).

La tomba d'Iry-Hor és la tomba més antiga de la necròpolis B d’Abidos a Umm el-Qa'ab. Consta de dues cambres subterrànies separades, B1 (6 m × 3.5 m) i B2 (4.3 m × 2.45 m), excavades per Petrie l'any 1899, i més tard per Werner Kaiser. Una altra cambra, ara coneguda com a "B0", va ser descoberta durant la reexcavació de la tomba d'Iry-Hor durant la dècada de 1990. Aquestes cambres tenen una mida similar a les que es troben a les tombes de Ka i Narmer. Cap superestructura, si és que n'hi ha hagut mai, sobreviu fins als nostres dies.
La cambra B1 va proporcionar fragments de gerra incisa amb el seu nom. La cambra B2 va produir un altre fragment de gerra incisa, una impressió de segell, diverses inscripcions de tinta i fragments de recipients amb els noms de Ka i Narmer. També es van trobar parts d'un llit al lloc.